# 라디샤 일리치
라디샤 일리치(세르비아어: Радиша Илић, 1977년 6월 20일~2025년 3월 13일)는 은퇴한 세르비아의 축구 선수로, 포지션은 골키퍼이다. 그는 유로 2008 예선 마지막 경기에 하비에르 클레멘테 감독의 부름으로 국가대표팀에 첫 승선을 했다.